# Brachygobius
Brachygobius is een geslacht van straalvinnige vissen uit de familie van grondels (Gobiidae).

## Soorten
- Brachygobius aggregatus Herre, 1940
- Brachygobius doriae (Günther, 1868)
- Brachygobius kabiliensis Inger, 1958
- Brachygobius mekongensis Larson & Vidthayanon, 2000
- Brachygobius nunus (Hamilton, 1822)
- Brachygobius sabanus Inger, 1958
- Brachygobius sua (Smith, 1931)
- Brachygobius xanthomelas Herre, 1937
- Brachygobius xanthozona (Bleeker, 1849) – Bijtje